# دانیونین
دانیونین‌ها گروهی از مینوهای کوچک از خانواده کپورماهیان هستند. گونه‌های این گروه بر اساس آخرین تحقیقات فیلوژنتیکی در سال ۲۰۰۹ از جنس‌های دانیو و دواریو (که شامل جنس‌های Chela , Laubuka , Microdevario و Microrasbora نیز می‌شود) هستند. دانیونین ها عمدتاً بومی آبهای شیرین جنوب و جنوب شرقی آسیا هستند. گونه های کمتری نیز در آفریقا وجود دارند. بسیاری از گونه ها دارای رنگ های روشن بوده و به عنوان ماهی آکواریومی در سراسر جهان مورد توجه هستند. ماهی‌های کلاد دانیو معمولاً بر روی بدن خود دارای نوارهای افقی، ردیف‌هایی از لکه‌ها یا خطوطی عمودی هستند و اغلب دارای باله های جانبی بلندی هستند. همه دانیونین ها بصورت پراکنده تخم گذاری میکنند و در فصول بارانی تولید مثل می کنند. آنها گوشتخوار هستند و با تغذیه از حشرات و سخت پوستان کوچک زندگی می کنند.

## در آکواریوم
این ماهی ها نسبت به جریان آب و نور شدید حساس بوده و تحت فشار و استرس قرار می گیرند. آنها آبهای راکد با مقادیر pH بین ۳ و ۵ ناشی از ذغال سنگ نارس، که از دارای سایه های متراکم باشد را تریجح داده و در چنین مکانهایی تجمع می کنند. دمای مناسب برای آنها بین ۲۰ تا ۲۲ درجه سانتیگراد است. به طور کلی، این شرایط باعث می شود که آنها جزو ماهیهای مناطق نیمه گرمسیری دسته بندی شوند. اغلب گونه های این گروه علاقه به پریدن دارند، بنابراین توصیه می شود سطح آکواریوم پوشیده باشد.